# XII/211.º Comando de Aeródromo E (v)
El 211º Comando de Aeródromo E (v) (Flieger-Horst-Kommandantur E (v) 211./XII) unidad militar de la Luftwaffe durante la Segunda Guerra Mundial.

## Historia
Fue formado el 1 de abril de 1944 en Coulommiers (?), a partir del 69.º Comando de Aeródromo E. Fue disuelto en abril de 1945.

## Servicios
- abril de 1944 – agosto de 1944: en Coulommiers (?) (Francia).
- septiembre de 1944 – abril de 1945: en Donaueschingen bajo el 6.º Comando de Base Aérea.